# Parábola do Banquete de Casamento
A Parábola do Banquete de Casamento (ou Parábola do Grande Banquete ou Parábola da Festa de Casamento ou Parábola do Casamento do Filho do Rei) é uma parábola de Jesus encontrada em Mateus 22:1–14 e Lucas 14:15–24. Uma variante também aparece no apócrifo Evangelho de Tomé (64).

## Narrativa bíblica
Segundo o Evangelho de Mateus:
| “ | «De novo começou Jesus a falar em parábolas, dizendo-lhes: O reino dos céus é semelhante a um rei que celebrou as bodas de seu filho. Enviou os seus servos a chamar os convidados para a festa e estes não quiseram vir. Enviou ainda outros servos com este recado: Dizei aos convidados: Tenho já preparado o meu banquete; as minhas reses e os meus cevados estão mortos e tudo está pronto; vinde às bodas. Mas eles não fizeram caso e foram, um para o seu campo, outro para o seu negócio; e os outros, agarrando os servos, os ultrajaram e mataram. Irou-se o rei e mandou as suas tropas exterminar aqueles assassinos e incendiar a sua cidade. Então disse aos servos: As bodas estão preparadas, mas os convidados não eram dignos; ide, pois, às encruzilhadas dos caminhos e chamai para as bodas a quantos encontrardes. Indo aqueles servos pelos caminhos, reuniram todos os que encontraram, maus e bons; e a sala nupcial ficou cheia de convivas. Mas entrando o rei para ver os convivas, notou ali um homem que não trajava veste nupcial e perguntou-lhe: Amigo, como entraste aqui sem veste nupcial? Ele, porém, emudeceu. Então o rei disse aos servos: Atai-o de pés e mãos, e lançai-o nas trevas exteriores; ali haverá o choro e o ranger de dentes. Pois muitos são chamados, mas poucos escolhidos.» (Mateus 22:1–14) | ” |

Segundo o Evangelho de Lucas:
| “ | «Ao ouvir estas palavras, disse-lhe um dos convivas: Bem-aventurado aquele que comer pão no reino de Deus. Mas Jesus disse-lhe: Um homem deu uma grande ceia, e convidou a muitos; e a hora da ceia enviou ao seu servo para dizer aos convidados: Vinde, porque tudo já está preparado. Começaram todos à uma a excusar-se. Comprei um campo, disse um, e preciso ir vê-lo; rogo-te que me dês por escusado. Comprei cinco juntas de bois, disse outro, e vou experimentá-las; rogo-te que me dês por escusado. Casei-me, disse outro ainda, e por isso não posso ir. O servo voltou e contou isto ao seu senhor. Então irado, o dono da casa disse ao seu servo: Sai depressa para as ruas e becos da cidade e traze para aqui os pobres, os aleijados, os cegos e os coxos. Disse o servo: Senhor, feito está o que ordenaste, e ainda há lugar. Respondeu-lhe o senhor: Sai pelos caminhos e atalhos e obriga a todos a entrar para que se encha minha casa; porque vos declaro que nenhum daqueles homens que foram convidados, provará a minha ceia.» (Lucas 14:15–24) | ” |

## Interpretação
A imagem escatológica de um casamento também ocorre na Parábola do Servo Fiel e na Parábola das Dez Virgens. Aqui ela inclui a extensão do convite original (aos judeus) para incluir também os gentios. No entanto, o convite não é o suficiente e os convidados devem mostrar-se dignos dele (daí a exclusão do homem sem roupa de casamento). Em Lucas, o convite é estendido em particular para os "pobres, os aleijados, os cegos e os coxos", evidenciando preocupação explícita com os "pobres e marginalizados".
A parábola faz referência aos religiosos que já não têm tempo para Deus; eles são representados pelas pessoas que aceitaram o convite, mas quando a comida já está à mesa, afirmam que estão ocupados demais para aparecer.
Em Mateus, a parábola ocorre imediatamente depois da Parábola dos Lavradores Maus, a qual está vinculada. Esta ligação ajuda a explicar o tratamento dado ao homem sem roupa de casamento.
Santo Agostinho sugeriu que as roupas do casamento nesta parábola foram fornecidos pelo anfitrião, mas é improvável que seja essa a implicação pretendida. Ele também interpretou a peça de roupa como um símbolo da caridade, uma interpretação que não foi amplamente aceita nem mesmo em sua época. Martinho Lutero sugeriu que a peça representaria o próprio Cristo. João Calvino aludiu a outras interpretações ao comentar:
| “ | Quanto à 'roupa de casamento', é fé ou uma vida santa? É uma controvérsia inútil, pois a fé não pode ser separada das boas obras e estas não procedem de nenhum outro lugar senão a fé. | ” |
|   | — Comentário sobre Mateus, Marcos e Lucas - volume2, João Calvino. |   |

## Evangelho de Tomé
No Evangelho de Tomé, a parábola "torna-se uma exortação contra os assuntos de negócios e uma vida de ganho":
| “ | Disse Jesus: Um homem fez um banquete e, depois de tudo preparado, enviou seu servo para chamar os convidados. O servo foi ao primeiro e disse-lhe: Meu senhor te convida para o banquete. O homem respondeu: Uns negociantes me devem dinheiro; eles vêm à minha casa esta noite, e eu tenho de falar com eles; peço-te que me dispenses de comparecer ao jantar. O servo foi até outro e disse: Meu senhor te convidou. Este respondeu: Comprei uma casa e marcaram um dia para mim; não tenho tempo para vir. O servo foi a outro e disse-lhe: Meu senhor te convida. Este respondeu: Um amigo meu vai casar-se e eu fui convidado para preparar a refeição; não posso atender; favor dispensar-me. O servo foi a outro ainda e disse-lhe: Meu senhor te convida. Este respondeu: Acabo de comprar uma fazenda e estou saindo para buscar o rendimento. Não poderei ir, por isso me desculpo. O servo retornou e comunicou ao seu senhor: Os convidados ao banquete pedem que os dispenses de comparecerem. Disse o senhor a seu servo: Vai pelos caminhos e traze os que encontrares, para que venham ao meu banquete; mas os compradores e negociantes não entrarão nos lugares de meu Pai. | ” |
|   | — Evangelho de Tomé 64. |   |